# Sant'Anna dei Falegnami
Sant'Anna dei Falegnami, även benämnd Sant'Anna dei Funari, var en kyrkobyggnad i Rom, helgad åt den heliga Anna. Kyrkan var belägen i rione Sant'Eustachio, vid dagens Via Arenula. ”Falegnami” avser de snickare som utövade sitt hantverk i grannskapet, medan ”funari” åsyftar de repslagare som hade sina bodar i området.

## Kyrkans historia
Denna kyrka var ursprungligen helgad åt Jungfru Maria och benämndes S. Mariae in Iulia och dess kloster monasterium S. Mariae quae appellatur Iuliae. Enligt den tyske arkeologen Christian Hülsen åsyftar tillnamnet ”Iulia” den kvinna som grundade det intilliggande nunneklostret. Av två dokument från 1046 respektive 1185 framgår det att kyrkan en tid även var helgad åt den helige martyren Anastasius. Kyrkan nämns i en bulla promulgerad 1186 av påve Urban III; bullan uppräknar den bland filialerna till församlingskyrkan San Lorenzo in Damaso. I början av 1500-talet bytte kyrkan namn från Santa Maria till Sant'Anna.
I mitten av 1100-talet hade nunnorna flyttat från kyrkan, som nu innehades av sekularpräster. År 1293 förlänade tempelherren Jacopo delle Molare kyrkan åt Santuccia Terrebotti från Gubbio, som i anslutning till denna grundade ett kloster för benediktinernunnor. Nunnorna kom att kallas ”Santucce”. Hon grundade ytterligare två nunnekloster, innan hon dog 1305: San Giovanni Calibita och Santa Maria Liberatrice al Foro Romano.
Mellan 1654 och 1675 företogs en genomgripande ombyggnad av klostret och kyrkan under ledning av arkitekten Carlo Rainaldi. År 1793 flyttade dock benediktinernunnorna ut och klostret övertogs av visitandinnor, vilka hade kommit från Santa Maria della Visitazione e San Francesco di Sales. Fransmännens ockupation av Rom ledde till att klostret stängdes 1809 och visitandinnorna flyttade till Santa Maria dell'Umiltà. När den påvliga regeringen återupprättades 1815 övertogs klosterbyggnaden av Giovanni Borgi (kallad Tata Giovanni), som grundade ett härbärge för föräldralösa barn, vilket hyste 120 pojkar.

## Kyrkans exteriör
Klosterbyggnaden hade en stor klostergård med fontän. Kyrkans fasad hade två våningar. Den nedre hade fyra doriska pilastrar på höga socklar. Ingångsporten kröntes av en arkivolt med en fresk föreställande Jungfru Maria och Jesusbarnet med den heliga Anna (se även Anna själv tredje). Två rundbågade nischer flankerade ett rektangulärt fönster. Den övre våningen hade fyra kompositapilastrar, som bar upp ett triangulärt pediment. Dess tympanon hade en relief av en örn.

## Kyrkans interiör
En av kyrkans reliker var den heliga Annas trolovningsring. Kyrkans högaltare var ritat av Carlo Rainaldi och högaltarmålningen föreställande Jungfru Maria var ett verk av Girolamo Troppa. De fyra änglar som bar upp denna målning var skulpterade av Pietro Paolo Naldini och Lorenzo Ottoni. Det högra sidoaltarets målning utfördes av Emilio Savonanzi, en elev till Guido Reni, och föreställde De heliga Josef och Benedictus med änglar, medan det vänstra sidoaltaret hade Bartolomeo Cavarozzis Jungfru Maria och Jesusbarnet med den heliga Anna. Kyrkans takmålning var ett verk av Giuseppe Passeri. Enligt en källa begravdes Vittoria Colonna i kyrkan.

## Rivning
Kyrkan Sant'Anna dei Falegnami demolerades 1888 vid anläggandet av Via Arenula, som löper från Largo di Torra Argentina till Lungotevere vid Tibern. Den italienske historikern och arkeologen Mariano Armellini beklagar rivningen av denna kyrka:
| ” | Detta kristna monument, som hyste många minnen och mycken historia, har förstörts under hackans hugg, vilken från 1870 till idag arbetar för högtryck mot Roms kyrkor. | „ |

## Bilder

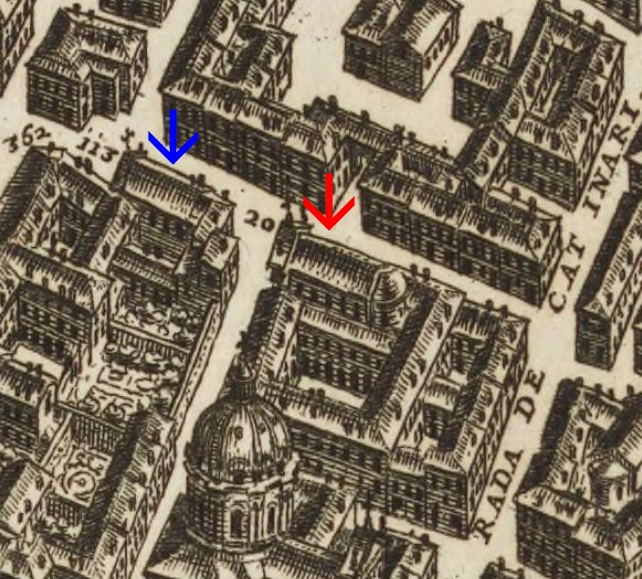
Sant'Anna dei Falegnami (vid den röda pilen) på Giovanni Battista Faldas Rom-karta från 1676. Den blå pilen anger Sant'Elena dei Credenzieri.
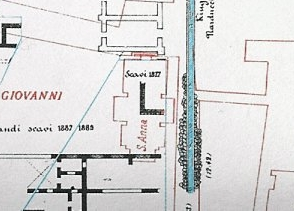
Sant'Anna dei Falegnami på Rodolfo Lancianis Rom-karta från 1893–1901.
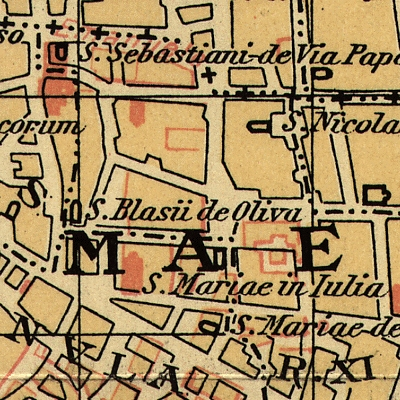
Kyrkan S. Mariae in Iulia på Christian Hülsens karta över det medeltida Rom från 1927.